# Olst-Wijhe
Olst-Wijhe är en kommun i provinsen Overijssel i Nederländerna. Kommunens totala area är 118,37 km² (där 4,53 km² är vatten) och invånarantalet är på 18 361 invånare (2021). Kommunen bildades 1 januari 2001 efter en sammanslagning av kommunerna Olst och Wijhe.